# ГЕС Baishahe
ГЕС Baishahe (白沙河水电站) — гідроелектростанція у центральній частині Китаю в провінції Хубей. Використовує ресурс із річки Quanhe, правої притоки Huiwan, котра в свою чергу є лівою твірною Духе – правої притоки Ханьшуй (велика ліва притока Янцзи).
В межах проекту річку перекрили кам’яно-накидною греблею із бетонним облицюванням висотою 102 м та довжиною 230 м. Вона утримує водосховище з об’ємом 248 млн м3 та припустимим коливанням рівня поверхні у операційному режимі між позначками 423 та 445 метрів НРМ (під час повені до 448,4 метра НРМ).
Пригреблевий машинний зал обладнали двома турбінами потужністю по 25 МВт які забезпечують виробництво 126 млн кВт-год електроенергії на рік. 
Видача продукції відбувається по ЛЕП, розрахованій на роботу під напругою 110 кВ.